# Subtangentă

Subtangenta și noțiuni înrudite pentru o curbă (cu negru) într-un punct dat P. Tangentele și normalele sunt afișate în verde și respectiv albastru. Distanțele afișate sunt ordonata (AP), tangenta (TP), subtangenta (TA), normala (PN) și subnormala (AN). Unghiul φ este unghiul de înclinare al dreptei tangente sau unghiul tangențial.

În geometrie subtangenta și termenii înrudiți sunt anumite segmente de dreaptă definite folosind tangenta la o curbă într-un punct dat și axele de coordonate. Astăzi termenii sunt oarecum arhaisme, dar au fost folosiți curent până la începutul secolului al XX-lea.

## Definiții
Fie P = (x, y) un punct pe o curbă dată și A = (x , 0) proiecția sa pe axa Ox. Se desenează tangenta la curbă în P și fie T punctul în care această dreaptă intersectează axa Ox. Atunci segmentul TA este definit ca fiind subtangenta în P. Similar, dacă normala la curbă în P intersectează axa Ox în N, atunci AN se numește subnormala în P. În acest context, lungimile PT și PN se numesc tangenta și normala, dar a nu se confunda cu dreptele tangentă și normală în P.

## Ecuații
Fie φ unghiul de înclinare al tangentei în raport cu axa Ox; acesta este cunoscut și sub numele de unghi tangențial. Atunci
{\displaystyle \tan \varphi ={\frac {dy}{dx}}={\frac {AP}{TA}}={\frac {AN}{AP}}.}
Ca urmare, subtangenta este
{\displaystyle y\cot \varphi ={\frac {y}{\tfrac {dy}{dx}}},}
iar subnormala este
{\displaystyle y\tan \varphi =y{\frac {dy}{dx}}.}
Normala este dată de
{\displaystyle y\sec \varphi =y{\sqrt {1+\left({\frac {dy}{dx}}\right)^{2}}},}
iar tangenta de
{\displaystyle y\csc \varphi ={\frac {y}{\tfrac {dy}{dx}}}{\sqrt {1+\left({\frac {dy}{dx}}\right)^{2}}}.}

## Definiții polare

Subtangenta polară și noțiuni înrudite într-un punct dat P de pe o curbă (cu negru). Dreptele tangente și normale sunt afișate în verde, respectiv albastru. Distanțele afișate sunt raza (OP), subtangenta polară (OT) și subnormala polară (ON). Unghiul θ este unghiul radial, iar ψ este unghiul de înclinare a tangentei la rază, adică unghiul tangențial polar.

Fie P = (r, θ) un punct pe o curbă dată definit în coordonate polare și fie O originea. Se desenează o dreaptă prin O care este perpendiculară pe OP și fie T punctul în care această dreaptă intersectează tangenta la curbă în P. Similar, fie N punctul în care normala curbei intersectează dreapta. Atunci OT și ON sunt subtangentă polară, respectiv subnormala polară a curbei în P.

## Ecuații polare
Fie ψ unghiul dintre tangentă și raza OP; acesta este cunoscut și sub denumirea de unghi tangențial polar. Atunci
{\displaystyle \tan \psi ={\frac {r}{\tfrac {dr}{d\theta }}}={\frac {OP}{ON}}={\frac {OT}{OP}}.}
Astfel că subtangenta polară este
{\displaystyle r\tan \psi ={\frac {r^{2}}{\tfrac {dr}{d\theta }}},}
iar subnormala polară este 
{\displaystyle r\cot \psi ={\frac {dr}{d\theta }}.}